# Priacanthus
Priacanthus is een geslacht van straalvinnige vissen uit de familie van grootoogbaarzen (Priacanthidae). Het geslacht is voor het eerst wetenschappelijk beschreven in 1817 door Oken.

## Soorten
De volgende soorten zijn bij het geslacht ingedeeld:
- Priacanthus alalaua Jordan & Evermann, 1903
- Priacanthus arenatus Cuvier, 1829 – Grootoog
- Priacanthus blochii Bleeker, 1853
- Priacanthus fitchi Starnes, 1988
- Priacanthus hamrur (Forsskål, 1775)
- Priacanthus macracanthus Cuvier, 1829 – Australische grootoogbaars
- Priacanthus meeki Jenkins, 1903
- Priacanthus nasca Starnes, 1988
- Priacanthus prolixus Starnes, 1988
- Priacanthus sagittarius Starnes, 1988
- Priacanthus tayenus Richardson, 1846
- Priacanthus zaiserae Starnes & Moyer, 1988